# Renato Russo
Renato Manfredini Júnior (Río de Janeiro, 27 de marzo de 1960 - 11 de octubre de 1996), conocido popularmente como Renato Russo, nombre artístico que adoptó en homenaje a sus admirados Jean-Jacques Rousseau y Bertrand Russell, fue un cantante, compositor y bajista de la banda brasileña Legião Urbana. Pasó su infancia en Nueva York, donde aprendió el idioma inglés. A los 13 años se mudó con su familia a Brasilia y entre los 15 y 17 años una rara enfermedad ósea (epifisiólisis) lo postró y lo obligó a trasladarse en silla de ruedas. Trabajó como profesor de inglés.
En 1978 formó su primer grupo: Aborto Elétrico, en el que permaneció 4 años. Renato se curtió de esta fuerte influencia punk que lo acompañó toda su carrera. En 1982 formó la mítica banda Legião Urbana. En 1989 Russo tuvo un hijo (llamado Giuliano Manfredini).
Al igual que Cazuza, falleció por el virus del VIH y a pesar de haberlo descubierto en 1989, nunca reveló públicamente su enfermedad.
Como miembro del grupo Legião Urbana, Renato lanzó ocho álbumes del estudio, cinco álbumes en vivo, algunos lanzados póstumamente y diversos cuentos. Grabó aún tres discos solo y cantó al lado de Herbert Vianna, Adriana Calcanhoto, Cássia Eller, Paulo Ricardo, Erasmo Carlos, Leila Pinheiro, Biquini Cavadão, 14 Bis e Plebe Rude.
Durante su carrera, se publicaron 4 libros y 3 más póstumos, entre ellos Conversaciones con Renato Russo, con entrevistas y una muestra de su pensamiento sobre el rock, el mundo, las drogas, la política y la diversidad sexual.
En octubre de 2008, la revista Rolling Stone promovió un Listado de los Cien Mayores Artistas de la Música Brasileña, en el que Renato Russo ocupa el 25° lugar.
En 2014 se abrió su sitio web oficial.

### Ascendencia
Renato Manfredini Júnior era hijo de Renato Manfredini (economista) y de Maria do Carmo Manfredini (maestra de inglés), primos de segundo grado, nieto paterno de Alberto y Castorina Denebedito Manfredini, nieto materno de José Mariano y Leontine Manfredini de Oliveira. Descendiente de italianos provenientes de la comuna del Sesto ed Uniti, Cremona; y nordestinos.

### Infancia
Hasta los seis años de edad, Renato vivió en Río de Janeiro junto a su familia. Empezó a estudiar temprano en el Colégio Olavo Bilac, en la Isla del Governador en la zona norte de la ciudad. En esa época había escrito una bella redacción llamada "Casa velha, em ruínas…", que incluso está disponible en su totalidad. En 1967, se trasladó con su familia para Nueva York, pues su padre, empleado del Banco do Brasil, fue trasladado a la agencia del banco en Nueva York, más específicamente para Forest Hills, en el distrito de Queens. Fue cuando Renato fue introducido a la lengua y a la cultura norteamericana. En 1969, la familia vuelve para Brasil. Al regreso Renato vivió en la casa de su tío Sávio en la Isla del Governador, Río de Janeiro.

### Adolescencia
En 1973, la familia cambió Río de Janeiro por Brasília, pasando a vivir en Asa Sul. En 1975, a los quince años, Renato empezó a pasar por una de las etapas más difíciles e insólitas de su vida cuando fue diagnosticado como portador de la epifisiólisis, una enfermedad ósea. Al conocer el resultado, los médicos lo sometieron a una cirugía para implantación de tres tornillos de platino en la cadera. Renato sufrió duramente la enfermedad, teniendo que quedarse seis meses en cama, casi sin moverse, y permaneciendo aproximadamente un año y medio en recuperación. Durante el período del tratamiento, Renato se habría dedicado casi íntegramente a escuchar música, comenzando su larga colección de discos de los más variados estilos. Simultáneamente a la cura de la epifisiólisis, aprobó la selectividad para periodismo en el Centro de Ensino Universitário de Brasília (Ceub), después de fallar en la selectividad de la Universidad de Brasília (UnB).
En 13 de marzo de 1978 Renato fue elegido entre los maestros de la Cultura inglesa para saludar al príncipe Charles, cuando éste participó de la inauguración de la nueva sede de la escuela, al visitar Brasil en aquel año. Renato solo tenía 17 años, pero su inglés impecable lo favoreció en aquel momento de la elección.
El único hijo que Renato dejó, decía ser fruto de la relación que el cantante tuvo con su fan (Raphaela Bueno). Sin embargo, después de la muerte de Renato Russo, se especuló con que el niño había sido adoptado por Renato y criado por la abuela materna Maria do Carmo, pero esa historia nunca fue confirmada. En 2004 hubo un proceso judicial impulsado por su madre, pero la familia de Renato podría mantener la custodia del niño hasta su edad adulta civil.

### Dónde vivió
Renato Russo se trasladó de Río de Janeiro a Brasilia con sus padres y la hermana única, Carmen, en 1972, cuando tenía 13 años. La familia Manfredini ocupó uno de los apartamentos de 150 metros cuadrados en la SQS del Bloco B que se queda en ASul, manzana de pisos funcionales del Banco do Brasil. El inmóvil sirvió de vivienda a Renato en su infancia y adolescencia. Hasta hoy existe el piso.
En entrevistas, como con Jornal do Brasil y Folha de S.Paulo, Renato dijo que era pansexual, afirmando que "soy parte de una minoría, que no es una minoría, especialmente en este país. Me considero pansexual.”.

### Maestro de inglés y periodista
Entre los años de 1978 y 1981, Renato Russo fue maestro de lengua y literatura inglesa en la Cultura Inglesa. Era un maestro muy buscado por los padres de los alumnos, que pedían que sus hijos fueran inscritos para sus clases, pero fue despedido después de algunos problemas entre él y la dirección. En la misma época trabajó como periodista en un programa de la radio que protegía los derechos de los consumidores, el Jornal da Feira, producido por el Ministério da Agricultura. Renato incluso trabajó en la presentación de un programa de radio sobre los Beatles, en una FM de Brasília en 1983.

### Aborto Elétrico
Renato conoció Fê Lemos en una fiesta en 1978 y a los dos les gustaban el punk rock inglés e americano. Como eran escasos punks en Brasília, se hicieron amigos y empezaron un grupo, con André Pretorius, hijo de un embajador del África del Sul, en la guitarra eléctrica, Renato Russo en el bajo y Fê en la batería, así se formó  Aborto Elétrico. Después de realizar su primer espectáculo instrumental, empezaron un movimiento punk en Brasilia a través de la "Turma da Colina" (apodo dado a los jóvenes hijos de los maestros y empleados de la UnB, que vivían en la Colina, conjunto de cuatro edificios diseñados por el arquitecto João Filgueiras Lima, destinados únicamente a estos empleados), donde los punks se encontraban en points para tomar vino barato, tocar música y oler bencina, (sustancia proveniente del petróleo). Petrorius completa 18 años en el final de 1979 y tiene que volver para cumplir ela mili en África del Sul. Renato pasó a la guitarra eléctrica y empezó a cantar y enseñar a tocar el bajo al hermano de Fê, Flávio Lemos, que se convirtió en el bajista del grupo. Petrorius volvió a tocar con el grupo a finales del año 1980, cuando estaba de vacaciones, y Renato se quedó solo como vocalista. Cuando volvió a África, Pretorius fue sustituido por Ico Ouro-Preto, hermano de Dinho Ouro-Preto. A partir de esta fase, en 1981, el grupo mejoró, empezando a hacer espectáculos más profesionales. Además, músicas como "Tédio (Com um T bem grande pra você)", "Que país é esse?" ou "Veraneio Vascaína" evolucionaron a temas como "Fátima", "Musica Urbana" o "Ficção Científica". Pero cuando estaban ganando cierta fama en el circuito punk del Brasília, Fê y Renato se pelearon y la banda se separó.

### Del "Trovador Solitario" a la "Legião Urbana"
Renato siguió como O Trovador Solitário, lo cual cantaba y tocaba una guitarra de 12 cuerdas solo, pero después formó un grupo con Marcelo Bonfá en la batería, que más tarde, con Dado Villa-Lobos y Renato Rocha, formaron el grupo Legião Urbana.
Sus principales influencias eran los grupos de puesto punk que surgió en la época, específicamente Renato Russo, que se inspiraba en el trabajo de Robert Smith, cantante del The Cure, y Morrissey, excantante del grupo The Smiths. Después de los primeros espectáculos, Eduardo Paraná y Paulo Paulista dejan la Legión. La vacante de guitarrista es tomada por Ico-Ouro Preto, que se queda hasta mediados de 1983. Su cargo es tomado finalmente por Dado Villa-Lobos (que creó el grupo Dado e o Reino Animal, con Marcelo Bonfá, Dinho Ouro Preto, Loro Jones y el tecladista Pedro Thompson). La entrada de Dado consagró la formación clásica del grupo. Al frente del grupo Legião, que contó con el baijista Renato Rocha, entre 1984 y 1989, Renato Russo alcanzó el máximo de su carrera como músico, creando una relación con los fanes que llegaba a ser mesiánica (algunos lo adoraban como se fuera un dios). Los mismos fanes llegaban a hacer un juego de palabras con el nombre de la banda: "Religión Urbana". Renato desconsideraba ese juego y siempre negó ser mesiánico.

### Muerte
Renato Russo murió el 11 de octubre de 1996. Dejó un hijo, el productor cultural Giuliano Manfredini, en la época tenía solamente 7 años de edad. El cuerpo de Russo fue cremado y sus cenizas fueran lanzadas en el Parque Burle Marx - casualmente, el exbajista del Legião Urbana, Renato Rocha paseaba con la novia en el momento del lanzamiento de las cenizas y el neumático de su motocicleta taladró delante del sitio. En el día 22 de octubre de 1996, once días después de la muerte del cantante, Dado Villa Lobos y Marcelo Bonfá, junto al hombre de negocios Rafael Borges, anunciaron el fin de las actividades del grupo. Se estima que la banda tenga vendido, cerca de 20 millones de discos en el país durante la vida de Renato. Más de una década después de su muerte, el grupo todavía presenta vendas expresivas de sus discos por el mundo.

## Homenajes
En Brasilia, hay un gapón llamado Espaço Cultural Renato Russo, es un centro cultural público y órgano de pertenencia a la estructura de la Secretaría de Estado de Cultura de Distrito Federal. Es un espacio multiuso para la divulgación de la cultura brasileña, como espectáculos, piezas teatrales, exposiciones, proyecciones de películas, biblioteca, tebeoteca y escuelas de músicas. La entrada es gratuita y recibe muchos turistas y personas interesadas por las artes. 
También hay una plaza en el Parque de la ciudad con la música Eduardo y Mônica, una de las canciones del artista, que cuenta la historia de jóvenes que se encontraran en el parque. Por eso, fuera hecho ese homenaje al cantante.

## Filmografía
En 1999, el productor Luiz Fernando Borges presentó el proyecto de una película documental a la familia Manfredini, pidiendo la autorización y también la participación y todos se pusieron de acuerdo. En 2005, fue declarado que el proyecto de un documental, ya había sido descartado y que una película por el título Religión Urbana estaba entrando en producción. Luego después la familia recomendó que Renato no iría gustar del nombre Religión, entonces el nombre de la película fue modificado para Somos tan Jóvenes. Somos Tão Jovens, de Antônio Carlos da Fontoura, con guion de Marcos Bernstein y banda sonora original de Carlos Trilha, describe la adolescencia de Renato Russo (interpretado por el actor Thiago Mendonça) y el comienzo de su interés por la música, abordando la creación y extinción del Aborto Elétrico y también su fase de "O Trovador Solitário" y los dos primeros años de Legião Urbana. Repartido por las empresas Imagem Filmes e Fox Film Brasil, estrenó en los cines en el día 3 de mayo de 2013.
Un poco después, en 30 de mayo, fue lanzado Faroeste Caboclo, adaptación de la canción homónima de Renato, dirigida por René Sampaio y con el guion de Victor Atherino y Marcos Bernstein a partir de la letra original, y con distribución de Europa Filmes. En elenco, actuaron Fabrício Boliveira (João de Santo-Cristo), Ísis Valverde (Maria Lúcia), Felipe Abib (Jeremias) e César Troncoso (Pablo).
En julio de 2018, empezaron las grabaciones para la adaptación cinematográfica de "Eduardo e Mônica". Ya se lo sabe Gabriel Leone como Eduardo y Alice Braga como Mônica.

## Carrera

### Discografía

#### En la Legião Urbana
| Ano  | Álbum                            | Tipo                                 |
| 1980 | Ao Vivo na Funarte               | En Vivo                              |
| 1985 | Legião Urbana                    | Estudio                              |
| 1986 | Dois                             | Estudio                              |
| 1987 | Que País É Este                  | Estudio                              |
| 1989 | As Quatro Estações               | Estudio                              |
| 1991 | V                                | Estudio                              |
| 1992 | Música para Acampamentos         | Coletánea, con canciones inéditas    |
| 1993 | O Descobrimento do Brasil        | Estudio                              |
| 1996 | A Tempestade ou O Livro dos Dias | Estudio                              |
| 1997 | Uma Outra Estação                | Estudio                              |
| 1998 | Mais do Mesmo                    | Coletánea                            |
| 1999 | Acústico MTV Legião Urbana       | En Vivo                              |
| 2001 | Como É que Se Diz Eu Te Amo      | En Vivo                              |
| 2004 | As Quatro Estações ao Vivo       | En Vivo                              |
| 2006 | Uma Celebração                   | En Vivo, grabado por otros arctistas |
| 2009 | Legião Urbana e Paralamas Juntos | En Vivo                              |
| 2011 | Perfil                           | Coletánea                            |

#### Àlbumes solo del estudio
- The Stonewall Celebration Concert (1994)
- Equilíbrio Distante (1995)
- O Último Solo (1997)
- O Trovador Solitário (2008)
- Duetos (2010)

#### Coletáneas
- Série Bis: Renato Russo (2000)
- Para Sempre - Renato Russo (2001)
- Série Identidade: Renato Russo (2002)
- Presente (2003)
- O Talento de Renato Russo (2004)
- Renato Russo: Duetos (2010)
- Novo Millennium: Renato Russo (2014)

#### Participaciones
- Cidades em Torrente, na faixa Múmias (Biquini Cavadão, 1986)
- Sete, na faixa Mais uma vez (14 Bis, 1986)
- Homem de Rua, na faixa A carta (Erasmo Carlos, 1992)
- Mais Raiva do que Medo, na faixa Pressão social (Plebe Rude, 1993)
- Rock Popular Brasileiro, na faixa A cruz e a espada (Paulo Ricardo, 1996)

### Músicas en telenovelas
- 1990 — Rainha da Sucata — "Meninos e Meninas"
- 1994 — Pátria Minha — "Send in the Clowns"
- 1995 — Cara & Coroa — "La Solitudine"
- 1996 — Rei do Gado — "La Forza della Vita"
- 2001 — O Clone — "Love in the Afternoon"
- 2003 — Mulheres Apaixonadas — "Mais uma Vez"
- 2004 — Malhação 2003/2004 — "Eu Sei"
- 2006 — Cobras & Lagartos — "Vento no Litoral"
- 2010 — Tempos Modernos — "Like a Lover (O Cantador)" [com Fernanda Takai]
- 2011 — Aquele Beijo — "La Forza della Vita"
- 2011 — Insensato Coração — "Que país é esse"
- 2011 — O Astro — "Quando o Sol Bater na Janela do Seu Quarto"
- 2011 - Aquele Beijo - "La Forza Della Vita
- 2013 — Malhação 2013/2014 — "Será"
- 2015 — Sete Vidas — "Pais e Filhos"
- 2016 — Velho Chico — "Monte Castelo"
- 2017 — O Outro Lado do Paraíso — "Boomerang Blues"

### Videografía
- Acústico MTV (1999) - Gravado ao vivo em 1992 (Lançamento póstumo)
- Renato Russo: Entrevistas (2006) - DVD lançado pela MTV com entrevistas guardadas durante 10 anos (lançamento póstumo)
- Acústico MTV Série Bis DVD + CD (2007) - Gravado ao vivo em 1992 (lançamento póstumo)
- Rock Solidário - o Filme (2009) - 42.º Festival de Cinema Brasileiro em Brasília (curta-metragem)
- Eduardo e Mônica - Filme Publicidade (2011) - Um clipe com quase 5 minutos feito pela Vivo
- Somos Tão Jovens (2013) - Filme biográfico (2013)
- Faroeste Caboclo (2013) - Filme baseado na música de mesmo nome, composta por Renato Russo.
- Eu te amo Renato (2013) - Releitura das canções de Renato Russo e homenagem ao cantor e a seus fãs

### Libros
Durante su carrera tuvo cuatro libros publicados y, después de su muerte, otros cuatro libros fueron lanzados, En junio de 2009, es lanzada la biografía "Renato Russo: O filho da Revolução", del periodista Carlos Marcelo Carvalho. La obra es contextualizada desde el período de la infancia de Renato, pasando por su juventud — con los ocurridos políticos históricos de la época fuerte de opresión de la dictadura militar como trapo de fondo — y finalizando con su madurez como hombre, poeta, artista y músico.
En 2001, fue publicada por la editorial la obra mediúmnica "Sempre Há uma Luz" escrita por Sérgio Luís y supuestamente psicografiada por el cantante, donde informaría su pasaje para el plan espiritual desde su muerte. En el libro, el cantante firma como Ruggeri Rubens, por el contenido del libro se lleva a creer que es el espíritu de Renato Russo.
En 2015, fue lanzado el libro "Só Por Hoje e Para Sempre - Diário do Recomeço", de autoría de Renato Russo, por la Compañía de las Letras. Entre abril y mayo de 1993, Renato Russo pasó veintinueve días internado en una clínica de rehabilitación para dependientes químicos en Río de Janeiro. Durante ese período, el músico siguió con total dedicación los Doze Passos, programa creado por los fundadores de los Alcohólicos Anónimos, que incluía un diario y otros ejercicios de escritura.
Recientemente en 2016, fue lanzado una novela llamada "The 42nd St. Band – Romance del grupo imaginario", también de autoría de Renato Russo, de nuevo por la Compañía de las Letras. La obra, escrita originalmente en inglés, narra la trayectoria del grupo ficticio, que convivía con grandes músicos internacionales en una Londres setentista. Hay algunas semejanzas entre pasajes del grupo imaginario, 42nd St. Band y la real, que ganó el país.
En septiembre de 2017, fue lanzado el "Libro de las Listas", que contiene selecciones de canciones, discos, actores, etc. El material consiste en selecciones personales del cantante.